# Dimetilheptilpirano
El dimetilheptilpirano (DMHP) es un análogo sintético del THC, que fue inventado en 1949 durante los intentos por esclarecer la estructura del Δ9-THC, el componente activo del cannabis. El DMHP es un aceite de color amarillo pálido, viscoso, que es insoluble en agua, pero se disuelve en alcohol o disolventes no polares.

## Farmacología
El DMHP es similar en estructura al THC, sólo difieren en la posición de un doble enlace y la sustitución de la cadena 3-pentil con una cadena 3-(1,2-dimetilheptil). Produce una actividad similar al THC, como el efecto sedante, pero es considerablemente más potente, sobre todo teniendo efectos anticonvulsivos y analgésicos mucho más fuertes que los del THC, aunque comparativamente débiles efectos psicológicos. Se cree que actúa como un agonista de los receptores CB1, de manera parecida a otros derivados cannabinoides similares.

## Metabolismo
El DMHP se metaboliza de manera parecida al THC produciendo el metabolito activo 11-hidroxi-DMHP, pero la lipofilia del DMHP es incluso mayor que la del THC en sí, lo que supone una larga duración de acción y una vida media prolongada en el organismo de entre 20-39 horas, siendo la vida media del metabolito 11-hidroxi-DMHP aún mayor a 48 horas.